# Pobrđani (żupania sisacko-moslawińska)
Pobrđani – wieś w Chorwacji, w żupanii sisacko-moslawińskiej, w gminie Sunja. W 2011 roku liczyła 22 mieszkańców.